# Зубицки, Грегор
Грегор Зубицки (нем. Gregor Zubicky; род. 1955) — шведский гобоист.
Сын оперной певицы. Рос в Австрии (где его мать училась в Венской консерватории), затем в Германии, Австралии и Южно-Африканской Республике. В годы жизни в ЮАР начал петь в детском хоре (первоначально под руководством своей матери) и достиг значительных успехов, став солистом Йоханнесбургского хора мальчиков. В 1970 году вышел альбом «Серенада» с песнями в исполнении Зубицки в сопровождении хора мальчиков.
В настоящее время Зубицки — арт-директор Шведского камерного оркестра и концертного зала в городе Эребру. В 1991 г. вместе с Трульсом Мёрком выступил одним из основателей Фестиваля камерной музыки в Ставангере.
Среди записей Зубицки-гобоиста, в частности, концерты Рихарда Штрауса, Богуслава Мартину и «Часы Флоры» Жана Франсе (с Шотландским камерным оркестром под управлением Юкки-Пекки Сарасте), получившие высокую оценку профессионального журнала «Double Reed»:

Его свободный, нескованный тембр отдаётся бесконечным мелодиям и возвращающимся секвенциям, плывущим легко и без усилий, дальше и дальше, в манере отчасти напоминающей Холлигера. Однако в его трактовке есть замечательные сюрпризы… Зубицки скрупулёзно прочитывает свою партию, извлекая из неё идеи, артикуляции, смены темпа, на которые я никогда прежде не обращала внимания.

Зубицки записал также альбом «Французский гобой» с сонатами Сен-Санса, Дютийё и Пуленка.